# Harold Mestre
Harold Mestre (* 11. September 1968 in Cartagena, Kolumbien) ist ein ehemaliger kolumbianischer Boxer im Bantamgewicht.

## Profikarriere
Im Jahre 1989 begann er erfolgreich seine Profikarriere. Am 21. Januar 1995 boxte er gegen Juvenal Berrio um den Weltmeistertitel des Verbandes IBF und siegte durch technischen K. o. in Runde 8. Diesen Gürtel verlor er bereits in seiner ersten Titelverteidigung im April desselben Jahres an Mbulelo Botile durch Knockout.
Im Jahre 2003 beendete er seine Karriere.